# イヴ・シャロム
イヴ・シャロム（Eve Chalom、1979年10月22日 - ）は、アメリカ合衆国ミシガン州デトロイト出身の女性フィギュアスケート選手で、現在はフィギュアスケートコーチ兼振付師。パートナーはマシュー・ゲイツ。

## 経歴
ミシガン州のデトロイトに生まれた。マシュー・ゲイツとカップルを結成し、1995-1996年シーズンの全米選手権で3位となる。翌1996-1997年シーズンにはネーベルホルン杯で2位となり、ISUグランプリシリーズに参戦を果たし、1997年全米選手権では2位となった。
世界選手権には1997年と1999年の2度出場したが、どちらも17位に終わる。1998-1999年シーズンをもってカップルは解散し、のちに引退。現在はフィギュアスケートコーチ兼振付師としても活動している。

## 主な戦績
| 大会/年            | 1995-96 | 1996-97 | 1997-98 | 1998-99 |
| ------------------ | ------- | ------- | ------- | ------- |
| 世界選手権         |         | 17      |         | 17      |
| 全米選手権         | 3       | 2       | 4       | 2       |
| GPスケートアメリカ |         |         |         | 7       |
| GPスケートカナダ   |         | 7       |         |         |
| GPロシア杯         |         | 8       | 5       |         |
| GPネイションズ杯   |         |         | 9       |         |
| GPNHK杯            |         |         |         | 7       |
| ネーベルホルン杯   | 10      | 2       |         |         |